# Димитър Вълнаров
Димитър Стефанов Вълнаров е български офицер (генерал-майор).

## Биография
Димитър Вълнаров е роден на 14 октомври 1859 г. в Сливен, Османска империя. Завършва Сливенското централно училище, където учители по това време са Добри Чинтулов, Пенчо Черковски, Атанас Узунов и Михаил Греков. През 1879 г. завършва в първия випуск на Военното училище в София. Назначен е като адютант на 9-а дружина на Източнорумелийската милиция. От 1881 до 1884 г. учи в Николаевската генералщабна академия. След като се завръща започва служба в първа пеша бригада. На 9 септември 1885 г. е назначен за началник-щаб на бургаския отряд, като заема поста до 23 септември същата година. Обявява се срещу русофилите-офицери след абдикацията на Александър Батенберг. От 1887 до 1888 г. е началник на канцеларията на Министерството на войната. След това става помощник-редактор на сп. „Военен журнал“. От 1889 г. е назначен като другар на военния министър. Остава на този пост до 1896 г., когато е назначен за началник-щаб на пета пехотна дунавска дивизия. През 1902 г. е назначен за главен интендант в Министерството на войната. След това е началник на историческо топографско отделение на Министерството. Излиза в запаса през 1907 г. Остава да живее в столицата, но участва дейно в културния живот на родния си град. Участва в комитет по написване на история на Сливен. От 1908 г. е председател на Сливенската дружба.
Генерал-майор Димитър Вълнаров умира на 1 август 1924 г. в София.

## Военни звания
- Прапоршчик (10 май 1879)
- Подпоручик (1 ноември 1879, преименуван)
- Поручик (9 юли 1881)
- Капитан (18 октомври 1884)
- Майор (17 април 1887)
- Подполковник (2 август 1891)
- Полковник (2 август 1895)
- Генерал-майор (17 ноември 1907)